# Ácido luteico
Ácido luteico es un fenol natural, que se encuentra en numerosos frutos. Es un grupo tergalloyl monolactonizado. Maximilian Nierenstein demostró en 1945 que el ácido luteico era una molécula presente en el myrobalanitanino, un tanino encontrado en el fruto de Terminalia chebula y es un compuesto intermediario en la síntesis de ácido elágico. Puede formar ácido hexahydroxydiphenico. También está presente en la estructura de los taninos alnusiin y bicornin.